# Alkér
Alkér (románul Cheriu) falu Romániában, a Partiumban, Bihar megyében.

## Fekvése
A Sebes-Körös völgyében, Nagyváradtól délkeletre, Félixfürdőtől északkeletre fekvő település.

## Története
Kér Árpád-kori falu. Nevét már 1202–1203 között említette oklevél v. Alqueri alakban, tehát már ekkor két „Kér” nevű település volt egymás közelében. 1214-ben Deus f. Sancti de v. inferioris Quer, 1249-ben t. Keer;, 1291–1294 között ugyancsak Keer, 1332–1337-ben Ker, Keer, Felker 1552-ben Nagy Keer, Kys Keer, 1808-ban Kér (Nagy- vel Fel-) h., 1851-ben Kér (Nagy-), 1913-ban Alkér néven fordult elő.
A falu a magyar Kér törzsbeliek települése volt, amely 1214-ben már két faluból állt. Alkéren Hus jobbágyát (Johannem ioubagionem) vádolta a falubeli Deus a bihari udvarispán előtt. 1249-ben IV. Béla király Kért a Geregye nemzetségből való Pál országbírónak adta, akinek fiától, Miklós vajdától IV. László elkobozta Al- és Felkért és a váradi káptalannak adományozta.
A 14. század elején már mindkét Kérnek egyháza is volt; Alkér papja 1291–1294 között egy évben 1 fertót adott a püspöknek, és a pápai tizedjegyzék szerint 1332–1337 között évi 9 garas, Felkér papja pedig 1332, 1334–1337 között évi 16 garas pápai tizedet fizetett.
Kér lakossága magyar volt, mely a török idők alatt elpusztult.
1715 után Kér falut románokkal telepítették be.
Fényes Elek 1851-ben írta a településről:
Kér (Nagy-), románul Tyer, Bihar vármegyében, a Sebes-Körös völgyében, magas dombon. Lakja 456  óhitü, anyatemplommal. Van 22 egész urbéri telke, igen szép erdeje, agyagos földe, melly a zabot leginkább kedveli. Birja a váradi deák káptalan.
1910-ben 536 lakosából 25 magyar, 506 román volt. A falu lakói közül 15 fő görögkatolikus, 17 református, 500 görögkeleti ortodox volt.
A trianoni békeszerződés előtt Bihar vármegye Központi járásához tartozott.
A 2002-es népszámlálás szerint 692 lakója közül 429 fő (62,0%) román nemzetiségű, 262 fő (37,9%) cigány etnikumú, 1 fő (0,1%) pedig magyar volt.